# Jordbävningen i Tripura 2017
Jordbävningen i Tripura 2017 (engelska: 2017 Tripura earthquake) inträffade den 3 januari 2017 och uppmättes till 5.7 på Richterskalan. Jordbävningen inträffade klockan 02.39 lokal tid. I Indien dog en person till följd av skalvet, fem personer skadades och minst ett 50-tal hus fick också större eller mindre skador. Dessutom blev flera vägar i det drabbade området blockerade av nedfallna träd.